# Box-office Italie 1950
Cet article traite du box-office de l'année 1950 en Italie.

## Les 10 premiers
Les films sont classés selon les recettes réelles de la Société italienne des auteurs et éditeurs (SIAE, Società Italiana degli Autori ed Editori), fournies par les volumes Platea in piedi exprimées en lires italiennes,. Lorsque les données SIAE pour le nombre d'entrées ne sont pas disponibles, les recettes réelles ont été divisées par le prix moyen du billet estimé à 96 lires en 1950.
| Rang | Titre                         | Pays                                         | Réalisateur                     | Recettes Italie (lires) | Entrées Italie |
| ---- | ----------------------------- | -------------------------------------------- | ------------------------------- | ----------------------- | -------------- |
| 1    | Les Derniers Jours de Pompéi  | Drapeau de l'Italie · Drapeau de la France   | Marcel L'Herbier et Paolo Moffa | 841 000 000             | 8 760 417      |
| 2    | Demain il sera trop tard      | Drapeau de l'Italie                          | Léonide Moguy                   | 783 000 000             | 8 156 250      |
| 3    | Bannie du foyer               | Drapeau de l'Italie                          | Raffaello Matarazzo             | 726 868 000             | 7 571 542      |
| 4    | Mara fille sauvage            | Drapeau de l'Italie                          | Mario Camerini                  | 657 500 000             | 6 848 958      |
| 5    | Le Voleur de Venise           | Drapeau de l'Italie · Drapeau des États-Unis | John Brahm                      | 553 700 000             | 5 767 708      |
| 6    | Deux Légionnaires au harem    | Drapeau de l'Italie                          | Mario Mattoli                   | 483 000 000             | 5 031 250      |
| 7    | Quarantasette morto che parla | Drapeau de l'Italie                          | Carlo Ludovico Bragaglia        | 450 000 000             | 4 687 500      |
| 8    | Les Cadets de Gascogne        | Drapeau de l'Italie                          | Mario Mattoli                   | 450 000 000             | 4 687 500      |
| 9    | Naples millionnaire           | Drapeau de l'Italie                          | Eduardo De Filippo              | 447 000 000             | 4 656 250      |
| 10   | La Porteuse de pain           | Drapeau de l'Italie · Drapeau de la France   | Maurice Cloche                  | 438 000 000             | 4 562 500      |